# Castillo Palacio de los Bellvís
El castillo palacio de los Bellvís (también conocido como palacio de los Colomer o palacio de los Vizcondes de San Germán) de Benisuera (Valencia, España). Es un Bien de Interés Cultural, con la anotación ministerial nº: RI-51-0010940, de fecha 04/12/2002.
El palacio está en la plaza Mayor de Benisuera, en la comarca del Valle de Albaida. Figura bajo la protección de la Declaración genérica del Decreto de 22 de abril de 1949, y la Ley 16/1985 sobre el Patrimonio Histórico Español.
Se trata de una casa-palacio fortificada de tipo rural. Su elemento más antiguo es la torre de poniente datada en el siglo XIII y construida probablemente sobre una torre islámica exenta anterior. La otra torre y el edificio principal, de planta cuadrada, fueron construidos a principios de siglo XVI, manteniendo su aspecto de fortaleza hasta el siglo XVII, cuando las torres fueron desmochadas y su remate modificado.

## Historia
No se sabe con exactitud la fecha de edificación del castillo palacio, pero comparando esta fortaleza con el castillo de Alacuás, edificado a partir del año 1510. Ambos edificios fueron levantados con las mismas técnicas constructivas y bajo el mismo patrón: planta cuadrada y patio central . A diferencia del número de torres que en el caso de Benisuera eran solo dos, pero con una galería idéntica de ventanas cuadradas de arco rebajado. Muy probablemente fue construido por Joan de Bellvís, titular de la señoría de Benissuera, Colata, Vistabella y Torralba a principios del siglo XVI, o bien por su hijo Miquel de Bellvís i Ferran quien asumió la titularidad de la señoría en 1523. Estuvo vinculado al señorío de los Bellvís -linaje que asumió el título de condes de Casal a finales del siglo XVIII. A la muerte de la XI condesa de Casal, Catalina Bellvís y Balda, en 1877, el Palacio pasó a manos de la familia Colomer, vizcondes de San Germán. Después de pasar por diversos propietarios, en la actualidad pertenece a la empresa inmobiliaria SOLVIA, vinculada al Banco de Sabadell.
Se pueden distinguir dos partes, el edificio principal, de estilo gótico y construido alrededor de un patio cuadrado central, que es del siglo XVI y la torre, anterior al resto del edificio y de probable origen árabe.
El castillo palacio fue la plaza fuerte del Señor de Benisuera, siendo además utilizada como residencia y factoría agropecuaria.

## Descripción
El palacio es un edificio de planta cuadrada, provisto de huerto adyacente y cercado de una gran extensión. La fachada recae a la plaza Mayor. Seguramente este elemento urbanístico fue producto de la repoblación con cristianos viejos del siglo XVII. Las casas nuevas se dispusieron alrededor de la plaza en la que el Palacio es el elemento central y presidente, dejando fuera el antiguo lugar morisco con la iglesia que muy probablemente fue una mezquita.
En esta construcción, se pueden diferenciar varias fases constructivas: la parte más antigua, correspondería con el torreón cuadrado (7,2 x 7,4 metros), que sobresale de la planta general del edificio. La obra de tapia realizada a base de tierra y cal que se encuentra en la zona trasera, pertenecería a una torre que inicialmente estaría exenta y que también parece ser bastante antigua, posiblemente corresponde a la etapa poblacional islámica y cuya función sería de carácter defensivo. Esta torre sería reutilizada por los Bellvís como torre feudal. Ya en el siglo XVI, los Bellvís decidieron incorporar la torre a la fortaleza principal del edificio actual (27 x 25 metros).
El edificio presenta una planta baja y dos superiores, flanqueadas por dos torres. El primer cuerpo está realizado en piedra de sillería y el resto de mampostería y ladrillo. La cubierta o techumbre es de teja inclinada de tipo árabe. En la fachada destaca la puerta principal, con un arco de medio punto y sillares, sobre esta puerta se distribuyen de forma irregular una serie de vanos, con rejas metálicas, además de un mirador. Sobre la puerta, existe un escudo heráldico, con las armas de los Bellvís, aunque aparentemente de incorporación más moderna que el resto. En la parte superior de la fachada, presenta una cornisa de madera trabajada y vanos dispuestos en logia.
Tiene un acceso a la plaza Mayor y de otro posterior desde el huerto. Dispone de patio central rectangular (13 x 10,2 metros) por medio de dos arcos rebajados. El tapial empleado en la construcción de esta parte central del palacio es distinto a la del lado trasero de la torre antes referida y presenta multitud de ladrillos entre el mortero de cal y arena. La mitad el paramento donde se inscribe la portada del palacio está formada por sillería de muy buena calidad. Junto a esta obra, en el ángulo sudoeste del palacio y recayente a la plaza, se alza una segunda torre contemporánea del cuerpo central e integrada en la planta.

## Situación actual
La casa anexa al palacio ha sido adquirida por el ayuntamiento para la instalación de un centro cultural. El resto del edificio es de propiedad privada.
Fue propiedad de la familia Colomer hasta su adquisición por la empresa constructora Mecano Construcciones S. L. En el presente la inmobiliaria SOLVIA -empresa filial del Banco de Sabadell- ha cedido a la presión de la campaña "Salvem el Palau de Benissuera" y ha donado el inmueble al Ayuntamiento de Benissuera. La administración autonómica ya ha abierto procedimiento urgente para intervenir en este Bien de Interés Cultural y evitar su derrumbe.